# Cyathea cooperi
Cyathea cooperi, también conocido como el árbol helecho australiano, árbol helecho de encaje, árbol helecho escamoso, o árbol helecho de Cooper, es un helecho arborescente nativo de Australia. Este helecho crece a 15 m de altura con un tronco de 30 cm de ancho. La parte superior del tronco y los báculos desplegados son particularmente atractivos, cubiertos con largas escamas cospicuas, sedosas y de color pajizo. La copa está ampliamente extendida y las frondas verde claras pueden alcanzar una longitud de 4–6 m.

## Cultivo
Este es uno de los helechos arborescentes más comúnmente usados en jardines y paisajismo comercial. Es resistente a las heladas y fácil de cultivar. Las fuertes heladas pueden matar las frondas, pero las plantas se recuperan rápidamente. Prefieren condiciones húmedas sombreadas y protegidas pero también pueden ser cultivadas en áreas soleadas. No crece en su forma óptima a pleno sol. Hay que mantenerlo bien irrigado.
Nativo de Nueva Gales del Sur y Queensland, se ha naturalizado en Australia Occidental, Australia Meridional, y partes de Nueva Gales del Sur de donde no es nativa. Se ha naturalizado en Hawái y ha llegado ser un problema ahí como una especie invasora y agresiva.

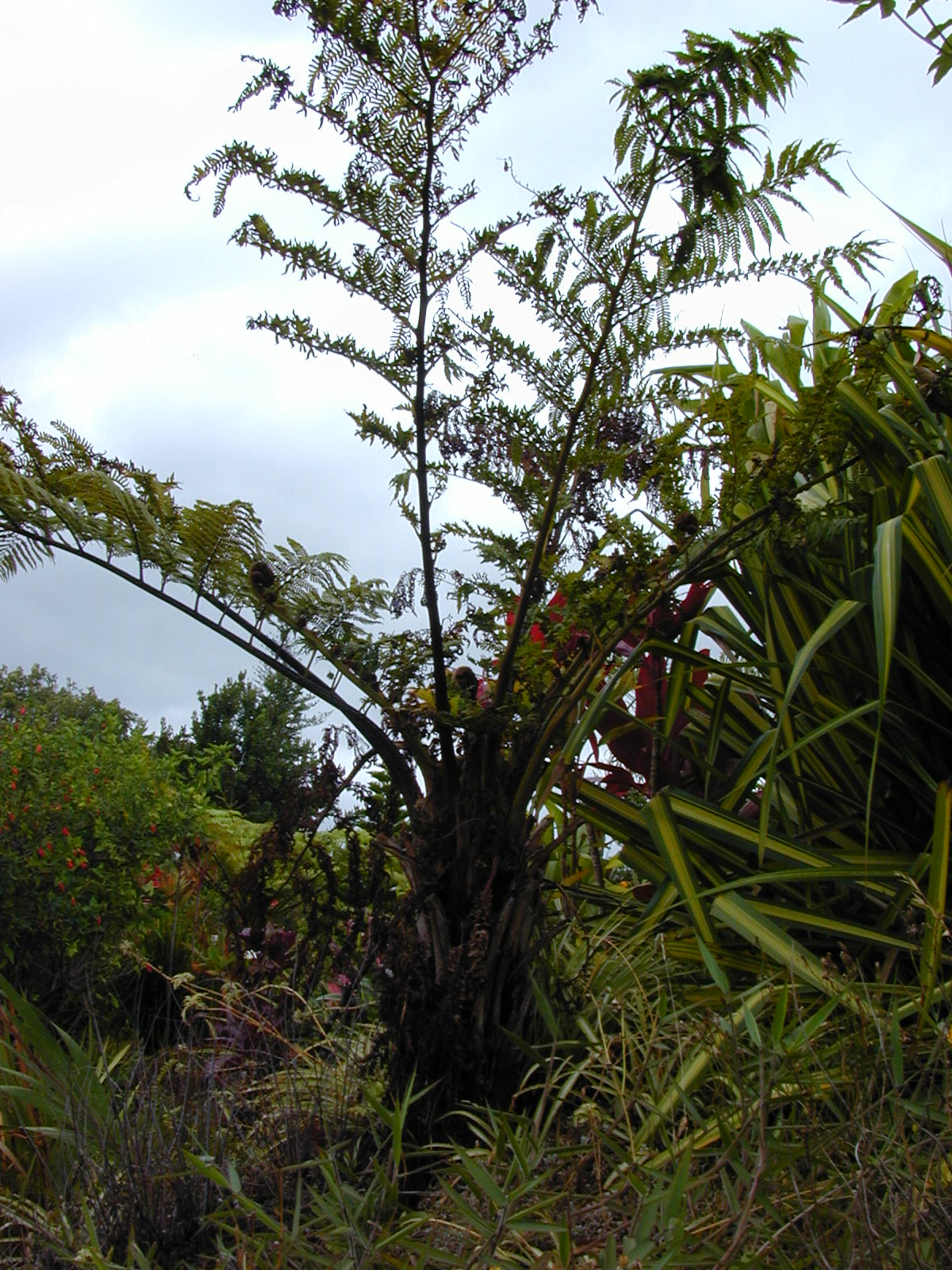
Cyathea cooperi creciendo en Makawao, Maui, Hawái.
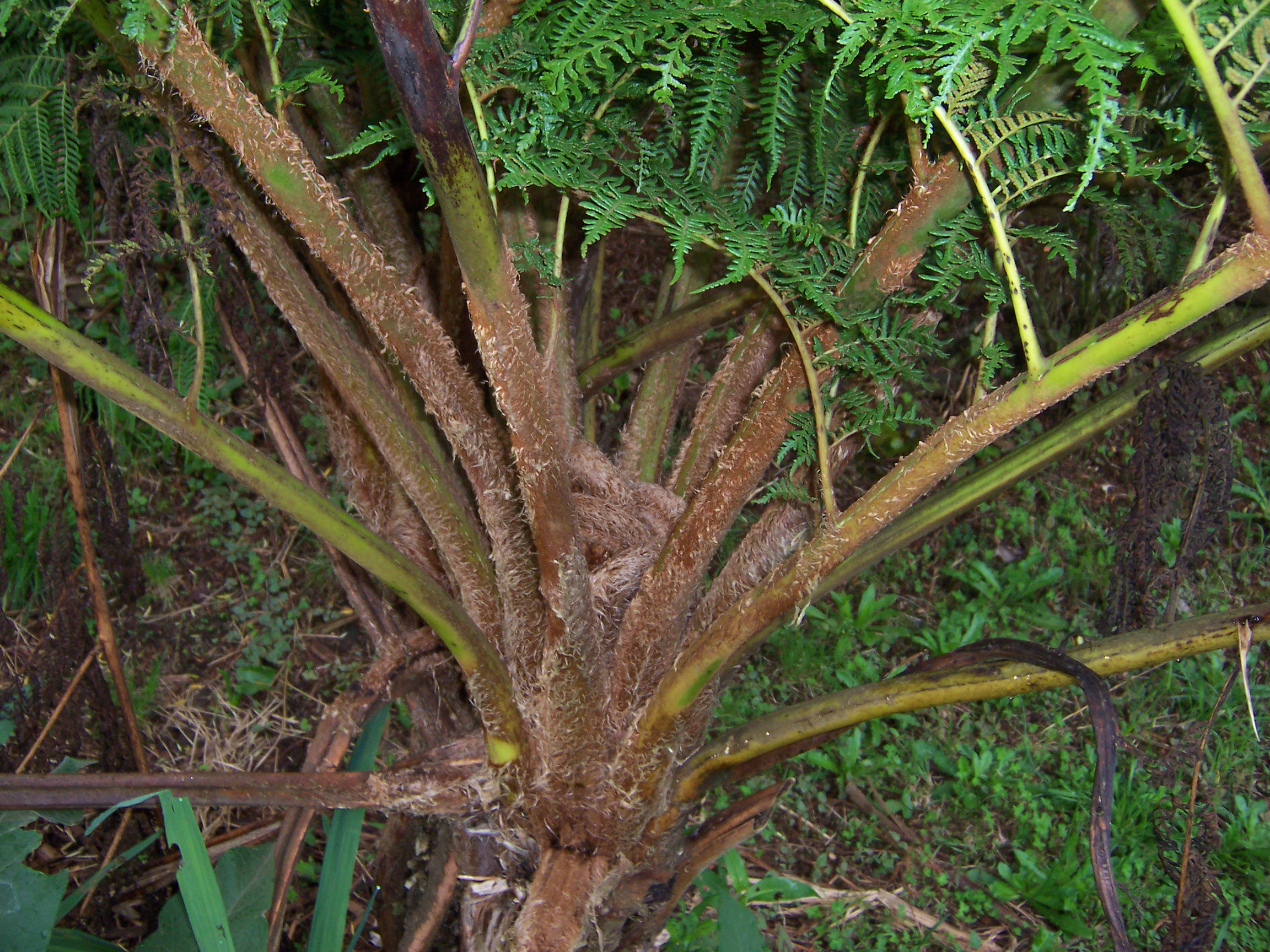
Detalle del tronco e inserción de las frondas.
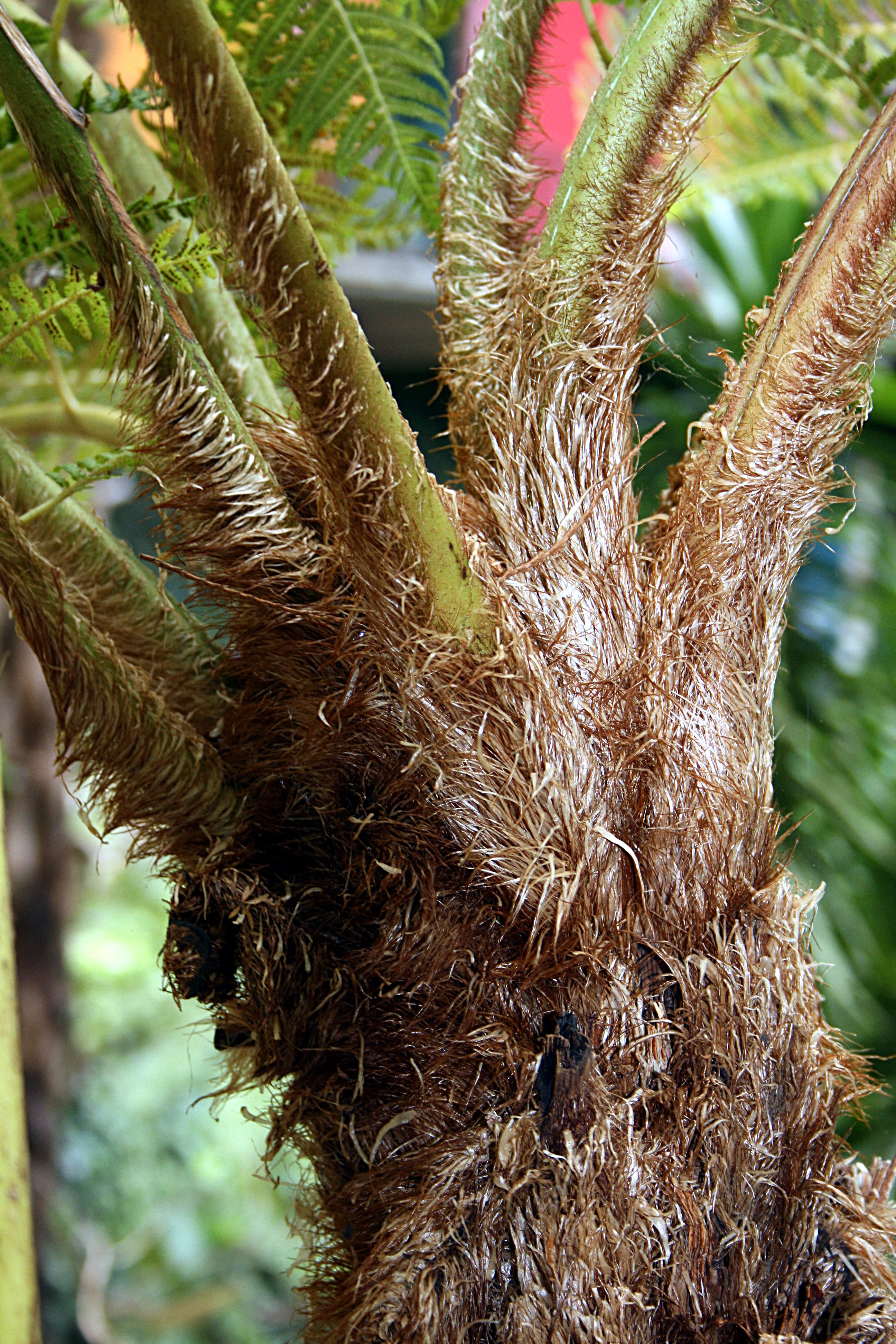
Detalle del tronco
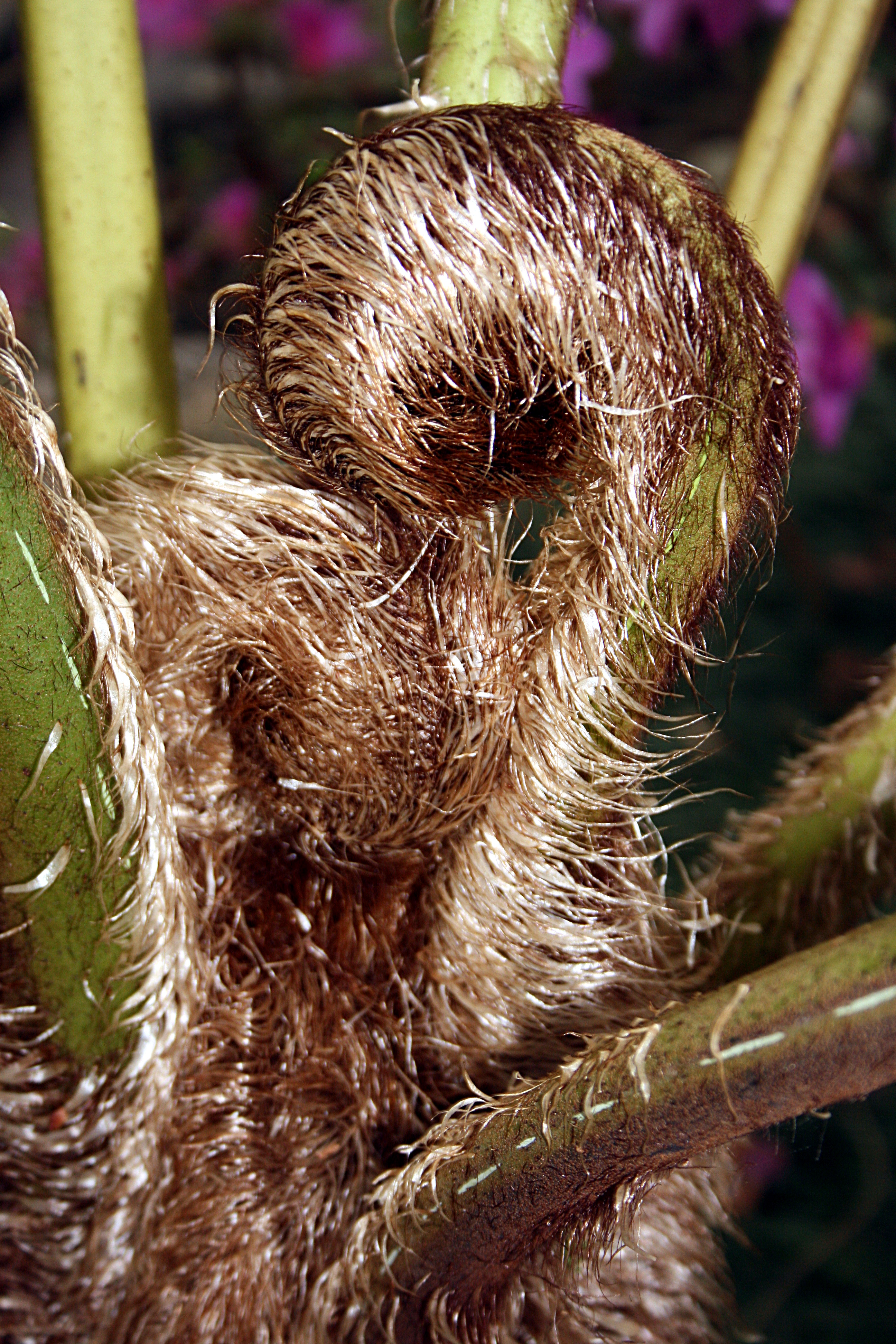
Báculos desplegándose
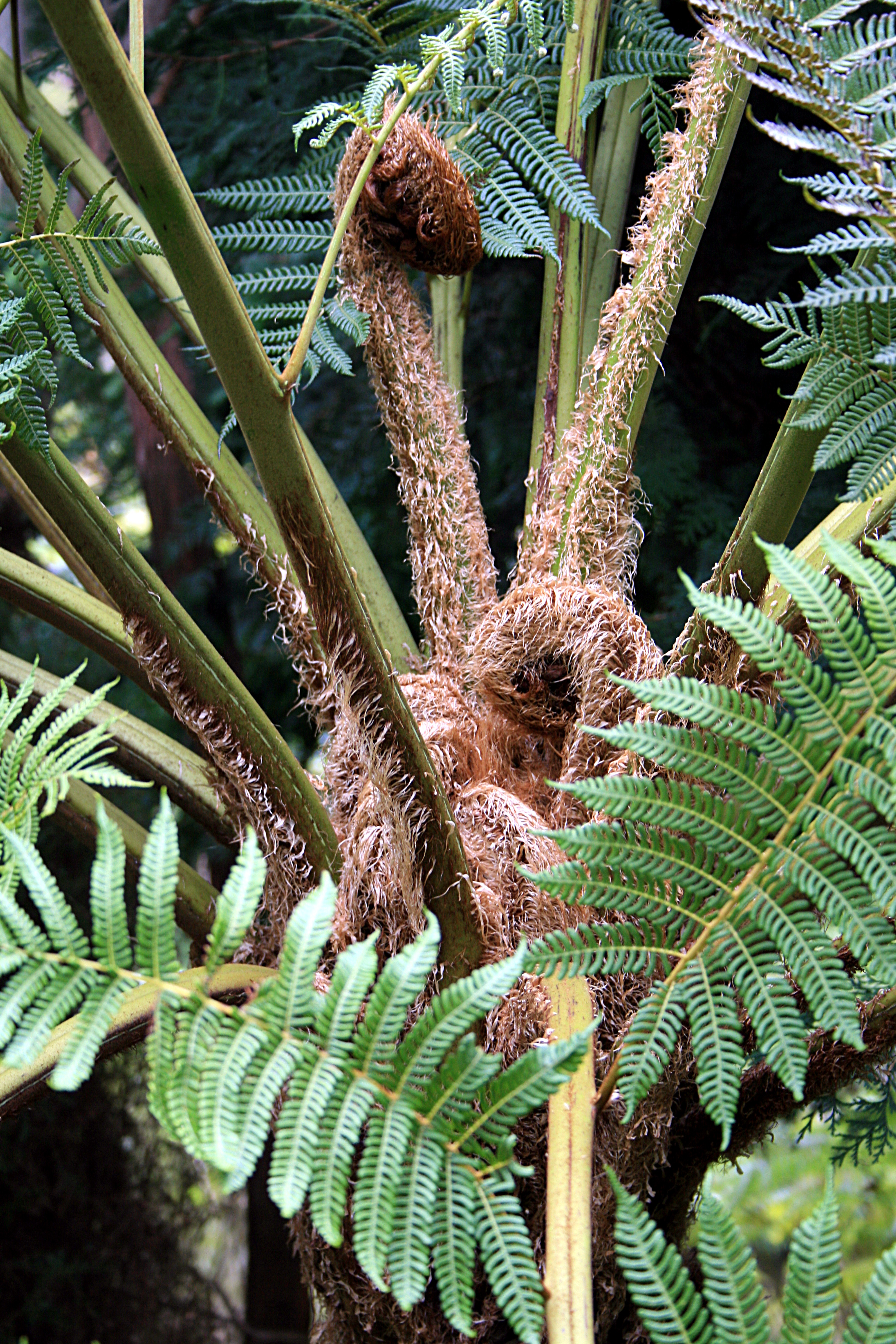
Báculos desplegándose
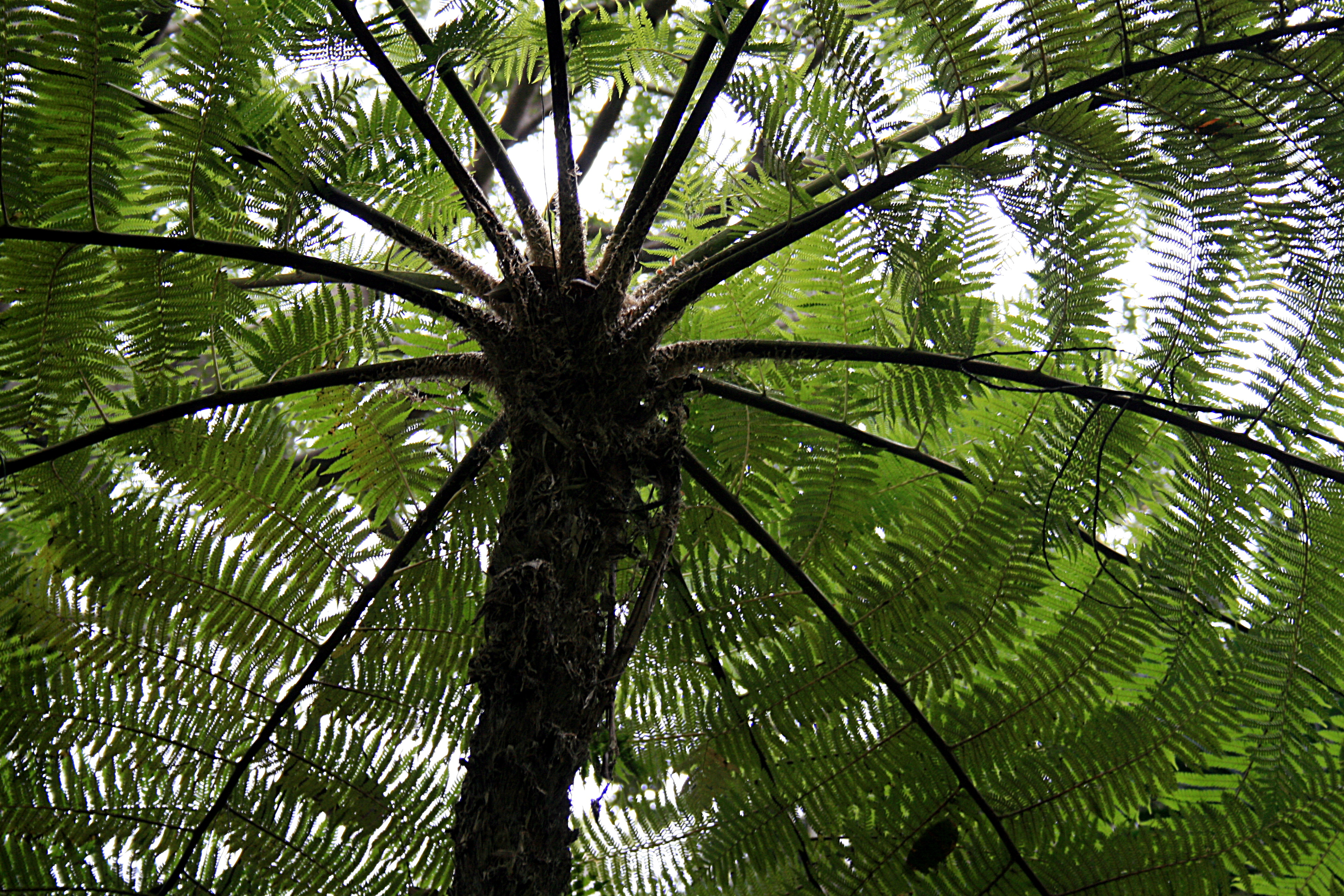
Copa
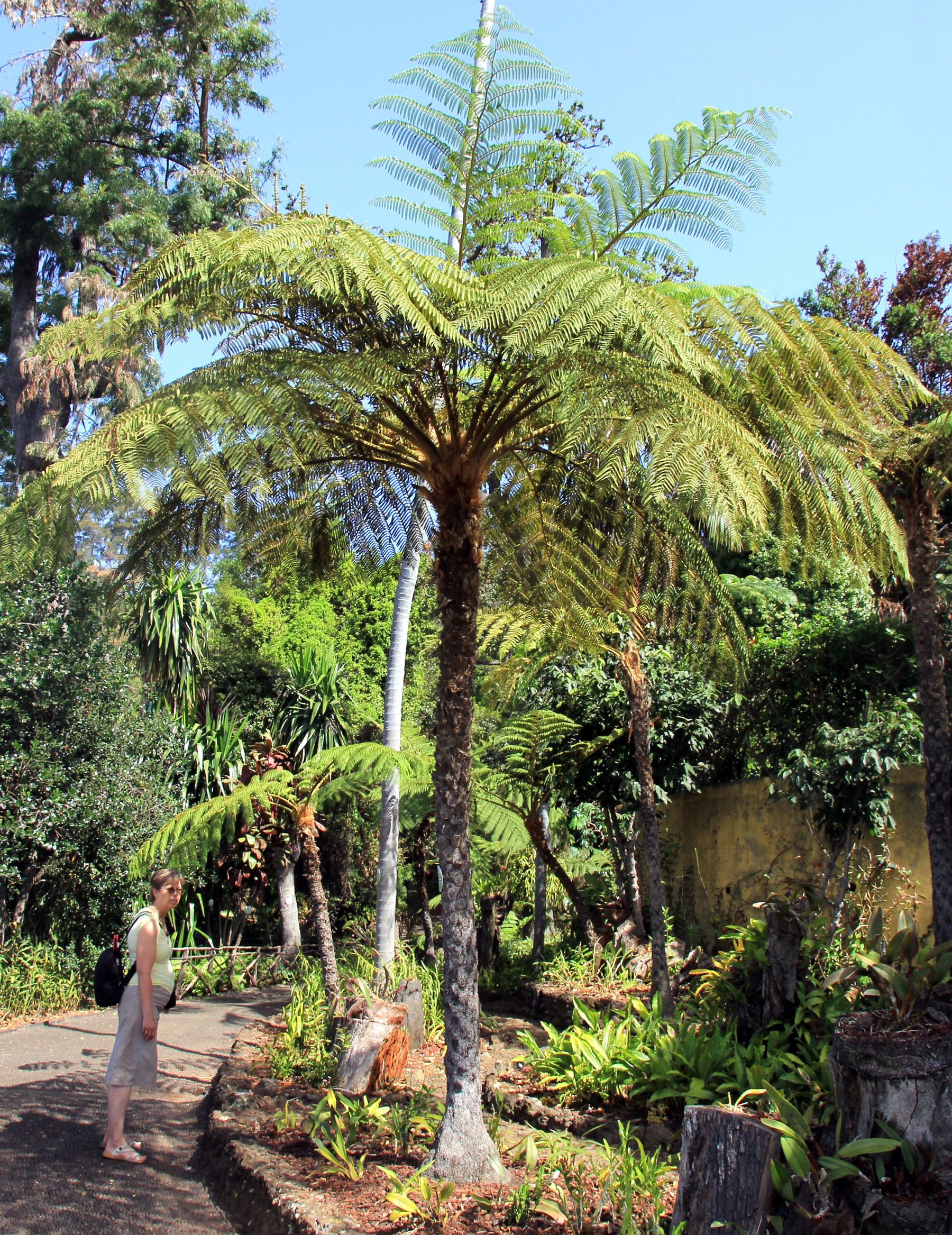
Botanic garden Madeira

## Lectura relacionada
- Notes on the Status of an Invasive Australian Tree Fern (Cyathea cooperi) in Hawaiian Rain Forests. A. C. Medeiros, L. L. Loope, T. Flynn, S. J. Anderson, L. W. Cuddihy, K. A. Wilson. American Fern Journal, Vol. 82, n.º 1 (Jan. - Mar., 1992), pp. 27-33. doi:10.2307/1547758